# Рубанюк, Иван Андреевич
Иван Андреевич Рубанюк (29 августа 1896 года, село Пришеходы, ныне Дрогичинский район, Брестская область — 3 октября 1959 года, Москва) — советский военный деятель, генерал-полковник (1955 год).

## Начальная биография
Иван Андреевич Рубанюк родился 29 августа 1896 года в селе Пришеходы ныне Дрогичинского района Брестской области.

## Военная служба

### Первая мировая и гражданская войны
В мае 1915 года был призван в ряды Русской императорской армии и направлен в Лейб-гвардии Егерский полк, после чего принимал участие в боевых действиях на Юго-Западном фронте, рядовым, а затем командиром взвода. В декабре 1917 года в чине унтер-офицера был демобилизован из рядов армии.
В июле 1918 года вступил в ряды РККА, после чего был назначен на должность командира взвода 1-й Калужской бригады, а с ноября временно исполнял должность адъютанта и командир взвода 21-го стрелкового полка в составе этой же бригады.
В апреле 1920 года Рубанюк был назначен на должность помощника командира роты 1-го отдельного батальона, в октябре — на должность адъютанта 3-го Украинского запасного полка, в феврале 1921 года — на должность адъютанта 2-го Харьковского территориального полка, затем — на должность адъютанта 8-го полка особого назначения. Принимал участие в боевых действиях на Южном фронте и против повстанцев на территории Украине.

### Межвоенное время
В октябре 1921 года был назначен на должность командира роты в составе 4-го полка особого назначения, а в феврале 1922 года — на должность адъютанта 7-го полка ВЧК, который вскоре был преобразован в 7-й отдельный батальон особого назначения. В июне того же года Рубанюк был назначен на должность делопроизводителя оперативной части отдельной роты особого назначения, в январе 1923 года — на должность командира отдельной Купянской роты особого назначения (Харьковский военный округ), в мае 1923 года — на должность помощника начальника штаба ЧОН Харьковской губернии, а в декабре — на должность помощника командира отдельного батальона особого назначения.
В апреле 1924 года Рубанюк был направлен на учёбу на курсы старшего и высшего комсостава, дислоцированные в Харькове, после окончания которых в июне был назначен на должность помощника командира батальона 296-го стрелкового полка, в августе того же года — на должность помощника начальника 1-й части штаба 99-й стрелковой дивизии, а с июня 1925 года исполнял должность старшего помощника начальника 1-й части штаба 100-й стрелковой дивизии.
В октябре 1927 года был направлен на учёбу на курсы усовершенствования командного состава в Москве, которые закончил в июне 1928 года и в мае 1929 года был назначен на должность командира батальона 299-го стрелкового полка, в октябре того же года был вновь назначен на должность старшего помощника 1-й части штаба 100-й стрелковой дивизии, в январе 1931 года — на должность начальника 1-й части и временно исполняющего должность начальника штаба этой же дивизии, а в июне 1934 года — на должность командира 7-го стрелкового полка.
В мае 1937 года Иван Андреевич Рубанюк был уволен из кадров РККА, после чего находился под следствием органов НКВД, однако в апреле 1940 года был восстановлен в рядах армии и в октябре назначен на должность командира батальона курсантов Одесского пехотного училища.

### Великая Отечественная война
В июле 1941 года был назначен на должность командира 134-го армейского запасного стрелкового полка, в ноябре — на должность командира 591-го стрелкового полка, в феврале 1942 года — на должность заместителя командира, а в июле — на должность командира 176-й стрелковой дивизии, которая вела боевые действия в Донских и Сальских степях и к августу вышла к городу Минеральные Воды, после чего дивизия сосредоточилась в районе Моздока, где вела оборонительные боевые действия по отражению наступления противника по направлению к Главному Кавказскому хребту. За активное участие в Моздок-Малгобекской и Нальчикско-Орджоникидзевской оборонительных операциях дивизия была награждена орденом Красного Знамени.
В октябре 1942 года Рубанюк был назначен на должность командира 11-го стрелкового корпуса, принимавший участие в ходе Северо-Кавказской наступательной операции.
В феврале 1943 года был назначен на должность командира 10-го гвардейского стрелкового корпуса, который принимал участие в ходе Одесской, Будапештской, Венской и Пражской наступательных операций. Был ранен в бою 30 ноября 1943 года, после лечения в госпитале вернулся к командованию корпусом.
За время войны Рубанюк был двенадцать раз упомянут в благодарственных в приказах Верховного Главнокомандующего.

### Послевоенная карьера
После окончания войны Рубанюк находился на прежней должности.
После окончания высших академических курсов при Высшей военной академии имени К. Е. Ворошилова в июне 1948 года был назначен на должность командира 20-го гвардейского стрелкового корпуса (Киевский военный округ), в апреле 1952 года — на должность командующего 14-й армией, а в мае 1953 года — на должность командующего 25-й армии (Дальневосточный военный округ), в декабре 1957 года — на должность старшего военного советника командующего войсками округа НОАК, а в январе 1959 года — на должность военного специалиста при военном округе — старшего группы специалистов НОАК.
Генерал-полковник Иван Андреевич Рубанюк умер 3 октября 1959 года, похоронен в Москве на Новодевичьем кладбище (5-й участок, 38-й ряд, 5 место).

## Награды
- два ордена Ленина;
- три ордена Красного Знамени;
- орден Суворова 2 степени;
- орден Кутузова 2 степени;
- Медали.
- орден Заслуг 1 класса (ВНР)
- медаль «Китайско-советской дружбы» (КНР)

## Воинские звания
- генерал-майор (10.11.1942)
- генерал-лейтенант (13.09.1944)
- генерал-полковник (8.08.1955)